# Plameňák malý
Plameňák malý (Phoeniconaias minor) je nejpočetnější druh plameňáka žijící zejména v Africe.

## Rozšíření
Největší množství plameňáků malých žije ve východní Africe v oblasti Velké příkopové propadliny v Keni a okolních státech a v jižní Africe. Jejich celková populace se odhaduje na více než 2,5 miliónu. Nejsou vázáni na jednu oblast - migrují na vzdálenosti až tisíců kilometrů. Kromě Afriky se vyskytují ještě v severozápadní Indii v oblasti Rann of Katch a přilehlé části Pákistánu. Zaletují i do jižní Evropy, kde v koloniích plameňáka růžového výjimečně i hnízdí.

## Způsob života

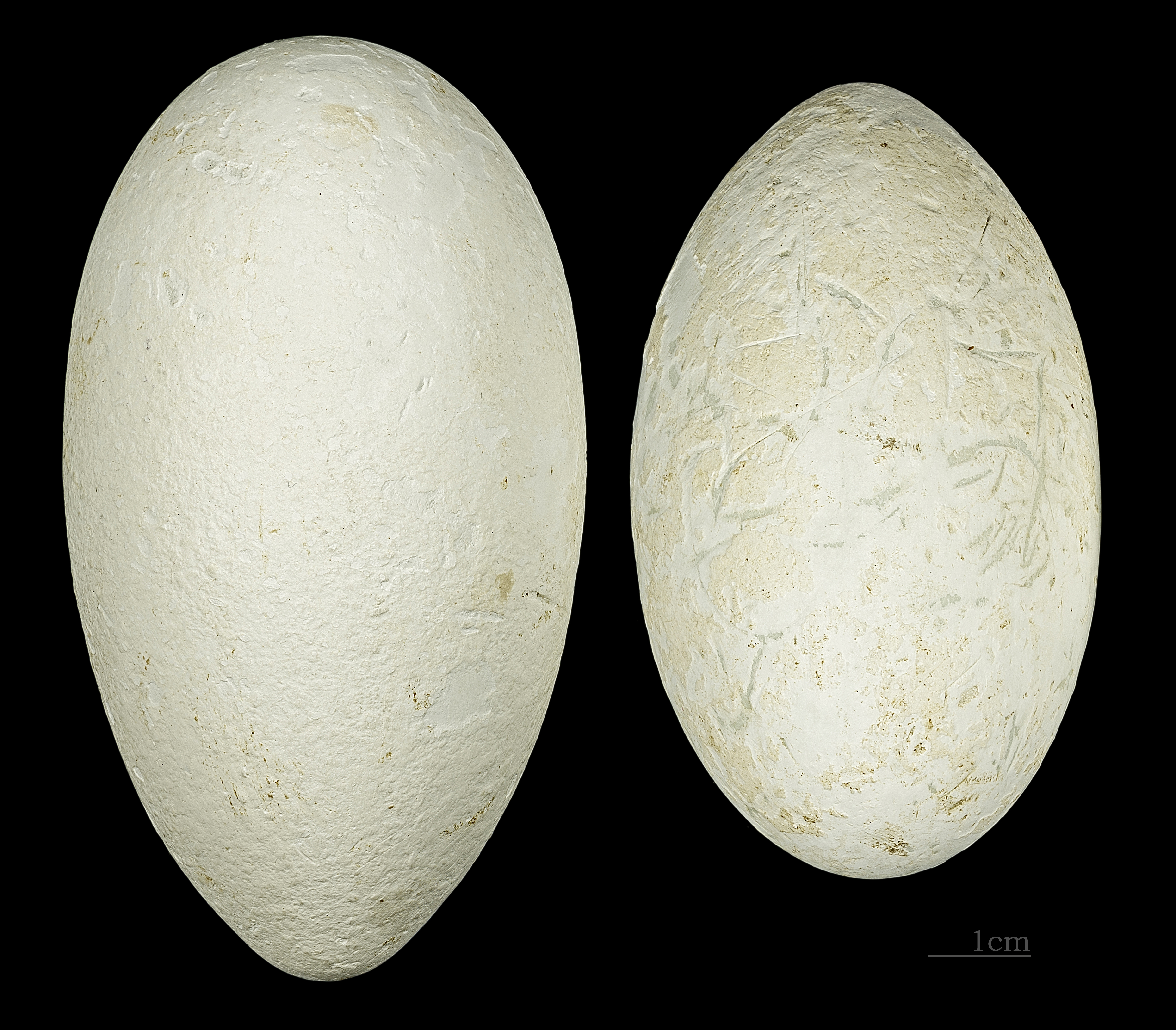
Phoeniconaias minor

Dospělí jedinci se vyznačují sytě růžovou barvou, mají u kořene široký zahnutý zobák rudé barvy s černým koncem, barva očí je žlutooranžová. Dospívají ve věku 3 až 4 let. Doba hnízdění je nepravidelná a závisí na vhodných podmínkách. Ptáci staví hnízdní kolonie ve stojaté vodě, pro stavbu hnízd kupolovitého tvaru využívají zejména bahno. Samice klade obvykle jedno vejce; mláďata se líhnou po čtyřech týdnech, jsou šedivě zbarvená a brzy opouštějí hnízdo. Poté zůstávají společně s ostatními mláďaty ve skupinách v kolonii a rodiče je hlídají společně; krmí je kašovitým výměškem. Hnízdiště leží zejména ve východní Africe - k největším patří silně alkalické jezero Natron a jeho okolí. Bylo doloženo, že ve volné přírodě se mohou ptáci dožít věku až 50 let. Mimo dobu hnízdění se potulují, přeletují zpravidla v noci a létají rychlostí až 60 km/h.

## Potrava
Potravu plameňáka malého tvoří především jezerní fytoplankton - sinice rodu modularia a druhu spirulina platensis. Potravu si obstarává buď u břehů jezer nebo plave na hladině. Vodu filtruje zobákem, přičemž používá jazyka jako pístu k jejímu nasávání.

## Chov v českých zoo
Plameňák malý je v lidské péči chován řidčeji než jeho větší příbuzní. V současné době je chován přibližně v 60 evropských zoologických zahradách. Odchovy se daří pouze zřídka. V České republice jsou plameňáci malí chováni ve dvou zoologických zahradách. Zoologická zahrada Zlín je chová kontinuálně od roku 1984, kdy byli první ptáci dovezeni přímo z Tanzanie. První a dosud jediný odchov se podařil až v roce 2015. Početné hejno je chováno v otevřeném výběhu v blízkosti Zámku Lešná.
Druhou institucí, která tento druh plameňáků chová, je Safari Park Dvůr Králové. Ten je choval již v 70. letech 20. století, kdy přišli v rámci velkých afrických transportů Josefa Vágnera. Obnova chovu poté nastala v roce 2013, kdy přišli první jedinci z Holandska.  Po několika letech chovu smíšeného hejna přešla zoo v roce 2022 na chov čistě samčího hejna, které slouží jako záložní chov. Plameňáky malé lze v letním období pozorovat ve Velké průchozí voliéře, v zimě poté v Pavilonu tropických bažin.